# Wilhelm Born
Wilhelm Heinrich Born (1881. augusztus 7. – ?) az 1906. évi nem hivatalos olimpiai játékokon aranyérmet nyert német kötélhúzó.
Az 1906. évi nyári olimpiai játékokon indult kötélhúzásban. Ebben a számban aranyérmes lett a német csapattal.
Férfi nehézsúlyú birkózásban 7. lett.